# قرية كونية
تم عرض مفهوم القرية الكونية للمرة الأولى من قبل مارشال ماكلوهان، وهو باحث في وسائل التواصل، في كتابه 1962 المجرة غوتبورغ  (The_Gutenberg_Galaxy): ولادة الرجل المطبعي.